# Поджо Санита
По̀джо Санѝта (на италиански: Poggio Sannita, на местен диалект Caccavòn, Какавон) е село и община в Централна Италия, провинция Изерния, регион Молизе. Разположено е на 705 m надморска височина. Населението на общината е 775 души (към 2010 г.).